# Modřanka Tower
Modřanka Tower je výškový bytový dům nacházející se v Modřanech na Praze 4. Má 15 nadzemních podlaží a přibližně 70 bytů. K dokončení došlo v roce 2019. Je součástí developerského projektu areálu Modřanka zahrnující 292 bytů. Jeho architektonický návrh vytvořilo studio LOXIA, investorem je firma Horizon Holding.